# Kanaal van Piombino
Het Kanaal van Piombino (Italiaans: Canale di Piombino) is de zeestraat gelegen tussen de havenstad Piombino en het eiland Elba in de Italiaanse regio Toscane.
Het kanaal zorgt samen met de Straat van Corsica voor de scheidingslijn tussen de Ligurische Zee en de Tyrreense Zee. Ten noordoosten van Elba liggen in het Kanaal van Piombino twee eilandjes van de Toscaanse Archipel, Palmaiola en Cerboli.